# Miramar (Meksyk)
Miramar – miasto w Meksyku, w stanie Tamaulipas. Liczy 142 400 mieszkańców (1 lipca 2014 roku).